# Orús
Orús es una localidad española, de la provincia de Huesca, perteneciente al municipio de Yebra de Basa, en la comarca del Alto Gállego.

## Historia
La localidad de Orús es un asentamiento de Ballibasa que se estableció a principios del siglo XX en las inmediaciones de la Iglesia de San Juan de Orús, de estilo románico serrablés data del siglo XI, la cual se restauró en 1980.
Como localidad aparece en el nomenclátor a partir de 1920. Perteneció al municipio histórico de Secorún, pero entre 1940 y 1950 pasó al municipio de Yebra de Basa.

## Demografía
| 19                    | 17 | 15 | 11 | 12 | 9 | 8 | 5 | 5 | 6 | 4 |
| (Fuente: IAEST e INE) |    |    |    |    |   |   |   |   |   |   |